# Argentina XV
Argentina XV, anteriormente conocida como Jaguares, es la segunda selección de rugby de Argentina regulada por la unión de ese país.
Este equipo compite en torneos de desarrollo tales como la Churchill Cup, la Nations Cup, Americas Pacific Challenge, Sudamericano y el Americas Rugby Championship, en donde enfrenta a otras selecciones o segundas selecciones de países con menor desarrollo de este deporte. En los campeonatos de mayor nivel como el Campeonato Mundial o la Rugby Championship, Argentina presenta a su principal equipo: Los Pumas.
A partir de 2015, la segunda selección pasó a usar el nombre Argentina XV, para disputar el Americas Rugby Championship, el Sudamericano y otros torneos de desarrollo. Mientras tanto, la denominación Jaguares quedó reservada para la franquicia de la Unión Argentina que compitió en el Super Rugby entre la temporada 2016 y 2020.

## Plantel

### Actual
El plantel nombrado por sus entrenadores Esteban Meneses para jugar los siguientes partidos:
- Domingo 8 de septiembre vs Os Tupis, Estadio du Cambusano, San Pablo, Brasil.
- Sábado 14 de septiembre vs Los Cóndores, Estadio Fiscal de Talca, Talca, Chile.

| N.º | Jugador                   | Posición      | Equipo           |
| --- | ------------------------- | ------------- | ---------------- |
| 1   | Juan Greising Revol       | Hooker        | Pumitas          |
| 2   | Borís Wenger              | Hooker        | Dogos XV         |
| 3   | Matías Medrano            | Pilar         | Pampas XV        |
| 4   | Guillermo Durán           | Pilar         |                  |
| 5   | Javier Coronel            | Pilar         | Pampas XV        |
| 6   | Tomás Rapetti             | Pilar         | Pumitas          |
| 7   | Francisco Moreno          | Pilar         | Cobras Brasil XV |
| 8   | Luciano Asevedo           | Segunda Línea | Pumitas          |
| 9   | Lautaro Simes             | Segunda Línea | Dogos XV         |
| 10  | Marcelo Toledo            | Segunda Línea | Pampas XV        |
| 11  | Manuel Bernstein          | Ala           | Pampas XV        |
| 12  | Facundo Cardozo           | Ala           | Dogos XV         |
| 13  | Facundo García Hamilton   | Ala           | Dogos XV         |
| 14  | Joaquín Moro (1)          | Octavo        | Pampas XV        |
| 15  | Ignacio Inchauspe         | Medio Scrum   | Pampas XV        |
| 16  | Eliseo Morales (1)        | Medio Scrum   | Pampas XV        |
| 17  | Agustín Moyano            | Medio Scrum   | Dogos XV         |
| 18  | Julián Hernández          | Apertura      | Dogos XV         |
| 19  | Juan Pablo Castro         | Centro        | Pampas XV        |
| 20  | Leonardo Gea Salim        | Centro        | Dogos XV         |
| 21  | Faustino Sánchez Valarolo | Centro        | Pumitas          |
| 22  | Ernesto Giudice           | Wing          | Dogos XV         |
| 23  | Bruno Heit                | Wing          | Pampas XV        |
| 24  | Santiago Pernas           | Wing          | Pampas XV        |
| 25  | Jerónimo Ulloa            | Wing          | Pampas XV        |
| 26  | Mateo Soler               | Fullback      | Dogos XV         |

Jugadores invitados:
- Juan Pedro Bernasconi
- Franco Carrera
- Santino Di Lucca
- Marcos Eliçagaray
- Leonel Oviedo
- Juan Penoucos

## Palmarés
- Nations Cup (1): 2006[3]

- Americas Rugby Championship (7): 2009, 2010, 2012, 2013, 2014, 2016 y 2019.

- Americas Pacific Challenge (3): 2016, 2017 y 2021

- Tbilisi Cup (1): 2014

- UruCup (1): 2015

- Sudamérica Rugby Cup (2): 2016, 2017

- Sudamericano de Rugby (2): 2019, 2020

- Uruguay Conference (1): 2022

## Participación en copas
| - Churchill Cup 2005: 2º puesto - Churchill Cup 2008: 4º puesto - Churchill Cup 2009: 3º puesto - Nations Cup 2006: Campeón invicto - Nations Cup 2007: 2º puesto - Nations Cup 2010: 4º puesto - Nations Cup 2011: 3º puesto - Nations Cup 2012: 2º puesto - Nations Cup 2013: 3º puesto - Nations Cup 2015: 2º puesto - Nations Cup 2016: 2º puesto - Nations Cup 2017: 3º puesto - Nations Cup 2018: 2º puesto - Nations Cup 2019: 3º puesto - AP Challenge 2016: Campeón invicto - AP Challenge 2017: Campeón invicto - AP Challenge 2018: 2º puesto - AP Challenge 2021: Campeón invicto - Tbilisi Cup 2014: Campeón invicto - Urucup 2015: Campeón invicto - Rugby Summer Cup 2018: 4º puesto (último) - Uruguay Conference 2022: Campeón invicto | - Americas Rugby Championship 2009: Campeón invicto - Americas Rugby Championship 2010: Campeón invicto - Americas Rugby Championship 2012: Campeón invicto - Americas Rugby Championship 2013: Campeón invicto - Americas Rugby Championship 2014: Campeón invicto - Americas Rugby Championship 2016: Campeón invicto - Americas Rugby Championship 2017: 2º puesto - Americas Rugby Championship 2018: 2º puesto - Americas Rugby Championship 2019: Campeón invicto - Americas Rugby Championship 2020: cancelado - SR Cup 2016: Campeón invicto - SR Cup 2017: Campeón invicto - Sudamericano A 2018: 2º puesto - Sudamericano A 2019: Campeón invicto - Sudamericano A 2020: Campeón invicto |

## Estadísticas
- Estadísticas actualizadas hasta el 12 de julio de 2025.[26]

| Oponente                | Jugados | Ganados | Perdidos | Empatados | % de victorias |
| ----------------------- | ------- | ------- | -------- | --------- | -------------- |
| Argentina M20           | 3       | 2       | 0        | 1         | 66.6%          |
| BC Bears                | 1       | 1       | 0        | 0         | 100.0%         |
| Brasil                  | 9       | 8       | 1        | 0         | 88.8%          |
| Brasil XV               | 1       | 1       | 0        | 0         | 100.0%         |
| British and Irish Lions | 2       | 0       | 2        | 0         | 0.0%           |
| Canadá                  | 6       | 6       | 0        | 0         | 100.0%         |
| Canadá A                | 8       | 8       | 0        | 0         | 100.0%         |
| Chile                   | 18      | 16      | 2        | 0         | 88.8%          |
| Chile XV                | 2       | 2       | 0        | 0         | 100.0%         |
| Colombia                | 1       | 1       | 0        | 0         | 100.0%         |
| Emerging Ireland        | 2       | 0       | 2        | 0         | 0.0%           |
| Emerging Springboks     | 1       | 0       | 1        | 0         | 0.0%           |
| England Counties XV     | 1       | 1       | 0        | 0         | 100.0%         |
| England Saxons          | 2       | 0       | 2        | 0         | 0.0%           |
| Escocia A               | 2       | 1       | 1        | 0         | 50.0%          |
| Escocia XV              | 1       | 0       | 1        | 0         | 0.0%           |
| España                  | 4       | 4       | 0        | 0         | 100.0%         |
| Estados Unidos          | 6       | 3       | 1        | 2         | 50.0%          |
| Fiyi Warriors           | 4       | 2       | 2        | 0         | 50.0%          |
| Francia XV              | 2       | 0       | 2        | 0         | 0.0%           |
| Gales XV                | 2       | 1       | 0        | 1         | 50.0%          |
| Georgia                 | 4       | 2       | 2        | 0         | 50.0%          |
| Georgia XV              | 1       | 0       | 1        | 0         | 0.0%           |
| Inglaterra XV           | 2       | 1       | 1        | 0         | 50.0%          |
| Irlanda XV              | 3       | 0       | 3        | 0         | 0.0%           |
| Italia A                | 10      | 6       | 4        | 0         | 60.0%          |
| Jaguares                | 2       | 0       | 2        | 0         | 0.0%           |
| Namibia                 | 7       | 7       | 0        | 0         | 100.0%         |
| Nueva Zelanda XV        | 1       | 0       | 1        | 0         | 0.0%           |
| Oxford y Cambridge      | 1       | 1       | 0        | 0         | 100.0%         |
| Pampas XV               | 1       | 0       | 1        | 0         | 0.0%           |
| Paraguay                | 1       | 1       | 0        | 0         | 100.0%         |
| Paraguay A              | 1       | 1       | 0        | 0         | 100.0%         |
| Pau                     | 1       | 0       | 1        | 0         | 0.0%           |
| Portugal                | 5       | 4       | 1        | 0         | 80.0%          |
| Queensland Reds         | 1       | 1       | 0        | 0         | 100.0%         |
| Racing 92               | 1       | 0       | 1        | 0         | 0.0%           |
| Rugby-Club Toulonnais   | 2       | 1       | 1        | 0         | 50.0%          |
| Rumania                 | 7       | 2       | 5        | 0         | 28.5%          |
| Rusia                   | 7       | 5       | 2        | 0         | 71.4%          |
| Samoa A                 | 2       | 1       | 1        | 0         | 50.0%          |
| Sudáfrica Gazelles      | 1       | 0       | 1        | 0         | 0.0%           |
| Sudáfrica XV            | 5       | 1       | 3        | 1         | 20.0%          |
| Tonga A                 | 1       | 1       | 0        | 0         | 100.0%         |
| USA Select XV           | 9       | 9       | 0        | 0         | 100.0%         |
| Uruguay                 | 30      | 24      | 6        | 0         | 80.0%          |
| Uruguay M20             | 1       | 1       | 0        | 0         | 100.0%         |
| Uruguay XV              | 8       | 7       | 0        | 1         | 99.0%          |
| Total                   | 193     | 133     | 54       | 6         | 68.91%         |